# Stefan Gödicke
Stefan Ingemar Gödicke es un actor sueco, más conocido por haber interpretado a Tony Dahlberg en la serie Andra Avenyn.

## Biografía
En 1994 se unió al Teatro y la Academia Opera en Gotemburgo de donde se graduó en 1997
Stefan está casado con Helena Gödicke, la pareja tiene tres hijos: la música y cantante Maja Gödicke, Tilda Gödicke y Viktor Gödicke.

## Carrera
En 1997 apareció en un episodio de la miniserie Hammarkullen donde dio vida a Steven, un skinhead.
En 2007 se unió al elenco principal de la serie Andra Avenyn donde interpretó a Tony "Tiger" Dahlberg, hasta el final de la serie en el 2010.
En el 2013 se unió a la película de drama y misterio Skumtimmen donde dio vida a Arvid Bengtsson.
En 2014 se unió al elenco recurrente de la serie Morden i Sandhamn donde interpreta al piloto Jonas Sköld, el novio de la abogada bancaria Nora Linde (Alexandra Rapaport) hasta ahora.
En el 2016 se unió al elenco de la serie Springfloden donde dio vida al investigador de la policía de Estocolmo, Janne Klinga y amigo del oficial Rune Forss (Kjell Wilhelmsen).

## Filmografía

### Series de televisión
| Año             | Título                  | Personaje     | Notas                               |
| --------------- | ----------------------- | ------------- | ----------------------------------- |
| 2014 - presente | Morden i Sandhamn       | Jonas Sköld   | 6 episodios                         |
| 2016            | Springfloden            | Janne Klinga  | 7 episodios                         |
| 2016            | Beck                    | Magnus Murlöf | episodio "Gunvald"                  |
| 2010            | Kommissarie Winter      | Micke         | 3 episodios                         |
| 2007 - 2010     | Andra Avenyn            | Tony Dahlberg | 79 episodios                        |
| 2007            | Upp till kamp           | Timo          | episodio "1972" - miniserie         |
| 2006            | Bota mig!               | -             | episodio "Hej framtid!" - miniserie |
| 2006            | En fråga om liv och död | Beckman       | 2 episodios - miniserie             |
| 2005            | Lasermannen             | Borg          | 2 episodios - miniserie             |
| 2005            | Wallander               | Vaktis        | episodio "Mörkret"                  |
| 2005            | Saltön                  | Fredrik       | 2 episodios                         |
| 2004            | Danslärarens återkomst  | Magnus        | 2 episodios - miniserie             |
| 2004            | Lokalreportern          | Mats          | 2 episodios - miniserie             |
| 2002            | Familjen                | Padre         | episodio "Del 5"                    |
| 2001            | Kommissarie Winter      | Chef          | episodio "Sol och skugga - Del 1"   |
| 1999            | Ett litet rött paket    | John          | episodio "Drömmen om Elin"          |
| 1997            | Hammarkullen            | Steven        | episodio # 1.2 - miniserie          |

### Películas
| Año  | Título                               | Personaje        | Notas                                                                                             |
| ---- | ------------------------------------ | ---------------- | ------------------------------------------------------------------------------------------------- |
| 2013 | Skumtimmen                           | Arvid Bengtsson  | junto a Lena Endre, Tord Peterson, Thomas W. Gabrielsson, Felix Engström y Eva Fritjofson         |
| 2012 | Johan Falk: Spelets regler           | Maestro de Buceo | junto a Jakob Eklund, Joel Kinnaman, Jens Hultén, Meliz Karlge, Anastasios Soulis y Henrik Norlén |
| 2008 | Irene Huss - Den krossade tanghästen | JP Svensson      | junto a Angela Kovács, Reuben Sallmander, Lars Brandeby, Dag Malmberg y Eric Ericson              |

### Teatro
| Año  | Obra                          | Personaje | Director | Teatro                | Notas |
| ---- | ----------------------------- | --------- | -------- | --------------------- | ----- |
| 2012 | Peggy Pickit ser Guds ansikte | -         | -        | Angereds Teatern      | -     |
| 2004 | Fröken Julie                  | Jean      | -        | Tjörns sommarteater   | -     |
| -    | Lösgodis                      | -         | -        | Lisebergsteatern      | -     |
| -    | Misantropen                   | -         | -        | Göteborgs Stadsteater | -     |
| -    | Amadeus                       | -         | -        | Göteborgs Stadsteater | -     |
| -    | Den europeiska kritcirkeln    | -         | -        | Göteborgs Stadsteater | -     |